# Елевник
Елевник — деревня в составе Чердынского городского округа Пермского края.

## Географическое положение
Деревня расположена в 4 километрах по прямой на юг от поселка Керчевский.

## Климат
Климат умеренно-континентальный с продолжительной холодной и снежной зимой и коротким летом. Снежный покров удерживается 170-190 дней. Средняя высота снежного покрова составляет более 70 см, в лесу около 1 метра. В лесу снег сохраняется до конца мая. Продолжительность безморозного периода примерно 110 дней.

## История
До января 2020 года деревня входила в Керчевское сельское поселение Чердынского района до его упразднения, ныне рядовой населенный пункт Чердынского городского округа. С 2012 года считается нежилой.

## Население
Постоянное население деревни было 5 человек, русских 100% (2002), 3 человека (2010), 0 (2012).      